# Kellosaari (ö i Mellersta Finland, Joutsa)
Kellosaari är en ö i Finland. Den ligger i sjön Rautavesi och i kommunen Joutsa i den ekonomiska regionen  Joutsa ekonomiska region  och landskapet Mellersta Finland, i den södra delen av landet, 180 km norr om huvudstaden Helsingfors. Öns area är 0,7 hektar och dess största längd är 120 meter i nord-sydlig riktning.